# Аборты в Молдове
Аборты в Молдавии являются законными по запросу женщины в течение первых 12 недель беременности, а также разрешены до 28 недель по разным причинам, которые определяет Министерство здравоохранения. В частности, аборт разрешён до 22 недель в случае угрозы здоровью матери, беременности в результате изнасилования, если плод имеет генетические отклонения или по социальным причинам. Срок увеличивается до 28 недель, если плод имеет серьёзные пороки развития или врождённый сифилис. Аборты должны выполнять в авторизованных медицинских заведениях врачи-акушеры и гинекологи.
До обретения независимости аборты в Молдавской ССР регулировались законодательством об абортах СССР. С тех пор эти законы не сильно изменились.
Количество абортов в Молдавии резко сократилось с момента получения независимости. В 1989 году в Молдавской ССР этот показатель составлял 93,0 на 1000 женщин в возрасте от 15 до 44 лет, показатель был одним из самых больших в СССР; фактический показатель был ещё более высоким. Число абортов упало до 50 в 1994 году, 38,8 — в 1996, 30,8 — в 1998 и 17,6 — в 2004 году. По состоянию на 2010 год количество абортов составляло 18,0 на 1000 женщин в возрасте 15-44 лет.
Уровень материнской смертности вследствие небезопасных абортов остаётся проблемой в Молдавии.
В 2006 году молодую женщину арестовали за незаконный аборт, обвинив в умышленном убийстве и приговорили к 20 годам лишения свободы. Её освободили в 2012 году после международного давления